# Ternivka
Ternivka (in ucraino Тернівка?) è una città dell'Ucraina nel distretto di Pavlohrad, nell'oblast' di Dnipropetrovs'k. Ospita l'amministrazione della comunità territoriale di Ternivka, una delle comunità territoriali dell'Ucraina. Nel 2022 aveva una popolazione di 26 961 abitanti.
Fino al 18 luglio 2020 Ternivka era classificata come città di rilevanza regionale e costituiva un comune autonomo. Nell'ambito della riforma amministrativa dell'Ucraina, che ha ridotto a sette il numero dei distretti dell'oblast' di Dnipropetrovs'k, Ternivka è entrata a far parte del distretto di Pavlohrad.